# All for Peggy
All for Peggy é um filme mudo norte-americano de 1915, do gênero drama, dirigido por Joe De Grasse e estrelado por Lon Chaney. O filme é agora considerado perdido.

## Elenco
- Pauline Bush - Peggy Baldwin
- Lon Chaney - Seth Baldwin
- William C. Dowlan - Will Brandon
- Anna Thompson - Sra. Brandon
- T. D. Crittenden - James Brandon
- Harry Gleizer - Ted Baldwin